# Al otro lado del viento
Al otro lado del viento es una película de cine experimental estadounidense dirigida, coescrita, coproducida y coeditada por Orson Welles y estrenada en 2018 tras más de cuarenta años en desarrollo. Está interpretada por John Huston, Bob Random, Peter Bogdanovich, Susan Strasberg y Oja Kodar. El rodaje se inició en 1970 en lo que Welles pretendía que fuera su regreso a Hollywood y continuó de forma intermitente hasta 1976. Welles siguió trabajando de forma discontinua en el proyecto hasta ya entrada la década de los años 80, pero se vio enredado en una serie de complicaciones legales, financieras y políticas que le impidieron llegar a terminarla. 
Welles utilizó un estilo narrativo en el que mostraba una película dentro de una película, que sigue el último día en la vida de un envejecido director de Hollywood (John Huston) mientras hace de anfitrión en una fiesta organizada para el visionado de su último proyecto inacabado, intentando atraer inversores para finalizarlo. La película fue rodada en un estilo de Falso documental caracterizandose por una edición de cortes abruptos, el uso de diversos formatos de imagen en la grabación y la alternancia en el empleo del color y el blanco y negro. Pretendía ser una sátira tanto del ocaso del Hollywood Clásico como del Nuevo Hollywood que se formó en la década de los años 70, caracterizado por la llegada de directores vanguardistas de Europa. El resultado,  oculto durante casi 50 años, sería conocido como "el Santo Grial del cine".
Tras la muerte de Welles en 1985, se hicieron varios intentos de reconstruir la película inacabada. En el año 2014, los derechos fueron adquiridos por Royal Road y el proyecto fue supervisado por Peter Bogdanovich y el productor Frank Marshall. La película finalmente tuvo su estreno mundial en la 75ª edición del Festival Internacional de Cine de Venecia, el 31 de agosto de 2018 y está disponible desde el 2 de noviembre de 2018 en Netflix, habiendo recibido buenas críticas y acompañada por el documental, "They'll Love Me When I'm Dead", (2018) ("Me Amaran Cuando Esté Muerto").

## Argumento
La película comienza describiendo el último día en la vida de Jake Hannaford, un viejo director de Hollywood muerto en un accidente de coche el mismo día de su 70 cumpleaños, siendo narrado por la voz de un anciano Brooks Otterlake, que de joven había sido un protegido de Hannaford. Justo antes de su muerte, Hannaford estaba intentando revivir su moribunda carrera con una nueva película llamativa, llena de escenas de sexo gratuito y violencia, con resultados ambiguos. Al haberse quedado sin dinero para seguir rodando, Hannaford organiza una fiesta de visionado del material rodado para intentar atraer nuevos inversores el mismo día de su cumpleaños. En el momento en que se celebra la fiesta, el rodaje de la película, (titulada "Al Otro Lado del Viento"), ha quedado interrumpido después de que su protagonista abandonara abruptamente el plató de grabación por razones que no son inmediatamente aparentes para la audiencia.
El visionado de algunas partes incomprensibles de la película experimental sin terminar de Hannaford tiene lugar, con la intención de atraer sobre todo el interés de Max David, un importante productor y directivo de los grandes estudios de cine. El propio Hannaford no está presente durante el visionado y un leal miembro de su camarilla, el antiguo niño prodigio Billy Boyle, intenta explicar de un modo muy torpe cual es el argumento de la película. Mientras esto va sucediendo, podemos ver en otros planos como varios grupos de gente salen hacia la fiesta del 70 cumpleaños de Hannaford en un rancho de Arizona. Hannaford llega a la fiesta con un joven Brooks Otterlake, un director de películas comerciales de éxito con un talento para imitar a celebridades, que reconoce deber buena parte de su éxito al cuidadoso estudio que ha hecho de la obra de Hannaford. 
Muchos de los periodistas que asisten a la fiesta llevan cámaras y lanzan preguntas muy invasivas, llegando a plantear algunos dudas sobre la sexualidad de  Hannaford y planteando la duda sobre si habrá sido un homosexual encubierto a pesar de su imagen pública de hombre muy masculino y viril. Hannaford tiene una reputación por haber seducido a la esposa o la novia de cada uno de los protagonistas masculinos que ha dirigido, pero también por haber mantenido una fuerte atracción hacia los propios protagonistas. En la fiesta también está presente un equipo de rodaje que está grabando un documental sobre la vida de Hannaford y su carrera como director para documentar su regreso a Hollywood.
Varios de los invitados a la fiesta, comentan la notable ausencia de John Dale, el protagonista de la última película de Hannaford, al cual Hannaford conoció cuando Dale estaba intentando suicidarse saltando al Océano Pacífico desde un acantilado en la costa de México. Mientras transcurre la fiesta, Hannaford descubre que el intento de suicidio de Dale había sido una charada y que este, en realidad había ido a México con la intención de encontrar y conocer a Hannaford. Mientras tanto, a los invitados se les van proyectando más escenas de la película en la sala de cine del rancho. Una escena deja claro el motivo por el que Dale abandonó la película y salió del plató furioso, mientras estaba rodando una escena de sexo en la que estaba siendo provocado por Hannaford desde detrás de la cámara.
Mientras la fiesta continua, Hannaford cada vez esta más borracho y se muestra más pesimista. En un momento dado, se está lavando la cara en el lavabo cuando se hunde mientras habla con Otterlake, pidiendo al joven director que le ayude a revivir su carrera. Un fallo de potencia en la corriente causa un apagón en el rancho interrumpiendo el visionado. La fiesta continua a la luz de velas y linternas, hasta que eventualmente se traslada hasta un autocine cercano, donde la última parte de la película de Hannaford va a proyectarse. 
Habiéndose dado cuenta en la fiesta de que Otterlake no va a apoyar financieramente su nueva película, Hannaford y Otterlake sostienen una última y lamentable conversación durante la proyección en el aparcamiento del autocine, dándose cuenta al final de que su amistad se ha terminado. En ese momento la intrusiva periodista Juliette Riche que ha planteado a Hannaford las preguntas más explícitas e impertinentes sobre su sexualidad comienza a acosarle para hacerle más preguntas. En ese momento, Hannaford reacciona de forma violenta asaltando a Riche llevado por la furia, mientras un borracho Billy Boyle intenta defender y excusar apasionadamente al director. Empieza a amanecer mientras Hannaford conduce de regreso al rancho en un coche deportivo que había comprado para regalárselo a Dale. En el rancho se encuentra con Dale, que parece acabar de llegar y está caminando alrededor de la casa que está prácticamente vacía. Hannaford, borracho, le pide que suba al coche con él, pero Dale no lo hace. Hannaford se aleja conduciendo, camino del accidente de coche en el que encontrará la muerte. 
Al mismo tiempo, de forma simbólica, la película de Hannaford termina en el autocine que ahora está casi totalmente vacío. La única persona que sigue viendo la película es la actriz protagonista, que tras contemplar la escena final se aleja conduciendo, mientras la narración final con la voz de Hannaford dice:
"¿Quién sabe?. ¿Quizás es posible mirar algo fijamente, eh?. Absorbiendo toda su virtud, drenando toda su esencia vital. Filmas sitios increibles y personas atractivas, todas esas chicas y chicos – Al filmarlos, les robas el alma".

### Argumento de la película - dentro - de - la - película
La película-dentro-de-la película experimental de Hannaford, rodada como una sátira del cine vanguardista europeo tipificado por Antonioni  e interpretada sin diálogos, resulta visualmente impactante, pero tiene muy poca coherencia narrativa. Las siguientes escenas se muestran en este orden:
- Una escena gráfica de amor lésbico en una sauna, con mucho cambio de planos editados con cortes rápidos y abruptos, interpretada por Oja Kodar, que Hannaford está en proceso de empezar a rodar.
- Varios planos de una escena de persecución rodada en un estilo expresionista entre Oja Kodar y Bob Random entre los rascacielos de Century City, Los Ángeles, empleando varias ilusiones ópticas, en la que no está claro de forma inmediata que personaje es el que persigue a quien. Al final de esta escena, el compra una muñeca para ella y ella le rechaza airadamente, alejándose por la noche en un coche con su novio.
- Los dos personajes se encuentran de nuevo en un club nocturno. Ella va hacia los lavabos, donde se puede ver a varios hippies realizando diversos actos sexuales, allí ella se cambia de ropa antes de volver a salir. Al regresar el le da una muñeca y ella le corta el pelo.
- Los personajes salen del club nocturno y se suben al Ford Mustang 1968 del novio de ella. El coche arranca y se aleja en una noche lluviosa y mientras el novio conduce la pareja mantiene relaciones sexuales a su lado en el asiento del pasajero. Tras unos minutos, el novio para el coche, toma a la mujer de entre los brazos de Dale y parece intentar ser el mismo quien intenta forzarla a ella a tener relaciones sexuales. Ella lo rechaza y la pareja es expulsada del coche. John Dale, con sus pantalones medio bajados se cae en un charco grande.
- La mañana siguiente llega y el personaje totalmente desnudo de Kodar ha encontrado refugio en la segunda planta de una casa. Desde allí, ella trepa con cuidado hacia fuera por una ventana abierta y se desliza hasta el suelo, donde empieza a caminar sin un rumbo hasta que acaba llegando junto a un vagón de tren vacío, donde encuentra a Dale durmiendo sobre el suelo del vagón. A continuación se ven más escenas de otra persecución combinadas con ilusiones ópticas a lo largo de los estudios y platós de la productora MGM, (incluyendo un plano en el que el personaje de Kodar entra en la icónica casa de  Andy Hardy).
- Aparece una escena de sexo al desnudo entre un montón de sabanas  sobre el suelo de un plató protagonizada por Dale y el personaje de Kodar. Sin aparecer en la imagen, se puede escuchar a  Hannaford dirigiendo a Dale y dándole indicaciones, Hannaford comienza a increpar y abusar verbalmente a Dale mientras le dirige hasta que llega un momento en que John Dale, desnudo, decide que ya ha tenido suficiente y abandona el plató. Hannaford observa cómo se aleja y le llama a través de un megáfono ..."adiós Johnny Dale." La película se acaba de quedar sin protagonista.
- Se ve entonces una escena - sobre la que el mánager de Hannaford,  "El Baron" se queja de que se presenta fuera de orden secuencial – en la que un John Dale ahora totalmente vestido pasea solo alrededor de un plató de rodaje polvoriento y azotado por el viento.
- La escena final presenta a Oja Kodar desnuda atacando un símbolo fálico gigante con un cuchillo, que se deshincha y se hunde frente a ella.

## Intérpretes
- John Huston como J.J. "Jake" Hannaford, personaje inspirado en Ernest Hemingway. Welles negó la especulación de que el personaje estuviera también basado en él mismo o en Huston, aunque si comentó que había incorporado elementos al personaje de otros directores del antiguo Hollywood con reputación de ser "muy machos", como Rex Ingram,[2] John Ford, Raoul Walsh y William A. Wellman.
- Oja Kodar como La Actriz o La India Piel Roja. La enigmática actriz a la que no se nombra y que aparece de forma muy extensa en  la película - dentro - de - la - película. Asiste a la fiesta de Hannaford, y crea un puente entre las dos partes de la película. Su papel es totalmente mudo, sin diálogos.
- Peter Bogdanovich como Brooks Otterlake, un protegido de Hannaford que ahora es un director de películas comerciales de éxito por derecho propio y que tiene talento para imitar a celebridades. El personaje tiene muchos paralelismos  con el propio Bogdanovich, que asumió el papel después de que el comediante Rich Little abandonara el proyecto. Little aparece en los créditos como un extra.
- Susan Strasberg como Juliette Riche, una salvaje crítica cinematográfica. El personaje era una escasamente velada parodia de Pauline Kael, con quien Welles había tenido un enfrentamiento público a causa de su afirmación, (posteriormente desacreditada), en su ensayo "Raising Kane" de que Welles no había sido el verdadero escritor del guion de Ciudadano Kane. El papel, originalmente había sido escrito para Jeanne Moreau y fue inicialmente interpretado por Polly Platt, que en ese momento era la esposa de Bogdanovich y que también hacía el papel de diseñadora de producción en el proyecto, hasta que eventualmente fuera asumido por Strasberg, la cual volvió a rodar las escenas previamente filmadas con Platt.[3]: 165
- Norman Foster como Billy Boyle, un antiguo niño actor, ya adulto, que fue protagonista de las primeras películas de Hannaford y miembro de su camarilla al que todos tratan como a una mascota. Es un alcohólico y un adicto a los dulces, el personaje muestra paralelismos con el actor Mickey Rooney.
- Bob Random como Oscar "John" Dale, el atractivo y  andrógino galán protagonista de la nueva película de Hannaford, que la abandona en medio del rodaje de una escena, dejándola inacabada. Al igual que sucede con "La Actriz", la interpretación de Dale es completamente muda, sin diálogos.
- Lilli Palmer como Zarah Valeska, una enigmática actriz retirada de la década de los años 30 que es la dueña del rancho donde se celebra la fiesta de Hannaford. El personaje estaba basado en la vieja amiga de Welles Marlene Dietrich, la cual Welles ansiaba que interpretara el papel; sin embargo, Dietrich no estaba disponible para filmar.[3]: 165 [4]: 195  Aunque  su personaje aparece junto a Strasberg y otros miembros de la "Mafia de Hannaford" en varias escenas, todo el rodaje en el que ella intervino se realizó en Europa.
- Edmond O'Brien como Pat Mullins, un envejecido actor con inclinaciones políticas fascistas que es un amigo y miembro de la "Mafia de Hannaford".
- Mercedes McCambridge como Maggie Noonan, la devota editora de Hannaford.
- Cameron Mitchell como Matt "Zimmie" Zimmer, un artista del maquillaje nacido en Texas de ascendencia judía que es uno de los colaboradores artísticos de Hannaford. A pesar de que es despedido por Matt Costello mientras están de camino hacia el rancho, Hannaford más tarde hace notar que Costello ha despedido y vuelto a contratar a Zimmer con cierta frecuencia durante otras producciones en el pasado. Durante la fiesta, Zimmer sitúa varios maniquíes caracterizados como John Dale en varios puntos del rancho para que Hannaford los filme y fotografíe.
- Paul Stewart como Matt Costello, el asistente personal de Hannaford y otro miembro de la "Mafia de Hannaford". Tiene la reputación de haber mantenido una larga y estrecha asociación con el Comité de Actividades Antiestadounidenses.
- Gregory Sierra como Jack Simon, un guionista y escritor con reputación de ser muy macho y viril cuyo personaje muestra paralelismos con John Milius, y que cuestiona la orientación sexual de Hannaford en frente de Otterlake.
- Tonio Selwart como El Barón, una parodia del antiguo socio de Welles en varios negocios y proyectos John Houseman (o tal vez de su amigo, el productor Alessando Tasca di Cutò), de quien Welles tuvo una amarga separación en la década de los años 40 y que publicó unas memorias en la década de los años 70 que resultaron dañinas para Welles, pero que en la película aparece como alguien devoto y atento. También dobla sus funciones como escritor y guionista principal de Hannaford.[3]: 165
- Dan Tobin como el Dr. Bradley Pease Burroughs, Profesor de Literatura Inglesa en la Academia Clivedale, un colegio de internado para muchachos en Franahan, Ohio, que ha estado implicado en un escándalo de pederastia vinculado también con otro profesor. Su antiguo pupilo estrella era John Dale. Cuando traen a Pease Burroughs a la fiesta de Hannaford para hablar sobre Dale, se advierte que Burroughs parece encontrarse muy incómodo en la, para él, extraña atmósfera de Hollywood.
- John Carroll como Lou Martin, un actor que es otro miembro de la "Mafia de Hannaford".
- Stafford Repp como Al Denny, un actor que es otro miembro de la "Mafia de Hannaford".
- Geoffrey Land como Max David, un joven directivo del estudio y antiguo niño actor, que sería una parodia del productor Robert Evans.[3]: 165
- Joseph McBride como Mr. Pister, el personaje es una amalgama de varios de los cinéfilos y críticos de cine más intratables con los que Welles tuvo que lidiar a lo largo de los años.[3]: 164, 177, 200
- Pat McMahon como Marvin P. Fassbender, un pretencioso periodista que escribe para publicaciones relacionadas con el mundo del cine.
- Cathy Lucas como Mavis Henscher, una parodia de la entonces novia de Bogdanovich, la actriz Cybill Shepherd, (que estuvo presente en parte del rodaje y cuyo hermano, Bill Shepherd, fue miembro del equipo técnico que filmó parte de la película en Arizona). Henscher, es una actriz joven que tiene problemas intentando equilibrar su carrera como actriz con los estudios por correspondencia que las autoridades de su estado la hacen cursar mientras trabaja.[3]: 165
- Howard Grossman como Charles Higgam, el biógrafo de Hannaford, una parodia de Charles Higham, el cual había escrito una influyente y poco halagadora biografía de Welles en los años 70, la cual le había perjudicado con su acusación "Freudiana" de que Welles tenía un "miedo a completar" las películas que empezaba. Un artículo de Higham publicado en 1970 donde se publicitaba la biografía de Welles que Higham había escrito, fue la causa directa de que un importante inversor se retirase del proyecto de "Al Otro Lado del Viento", el cual se desanimó ante la acusación allí plasmada del "miedo a completar" de Welles. El papel iba a ser interpretado por Bogdanovich, pero fue vuelto a rodar con Grossman cuando Bogdanovich cambio de papel para interpretar a Otterlake. A pesar de que Higgam era un personaje más relevante y con más protagonismo en versiones anteriores del guion, su papel fue drásticamente recortado en la versión final para la película.[3]: 165
- Robert Aiken como el conductor en la "película - dentro - de - la - película" de Hannaford, que es el novio celoso de la actriz sin nombre interpretada por Kodar.
- Gene Clark como el proyeccionista en la fiesta de Hannaford.
- Peter Jason como Grover.
- Larry Jackson como Roger, un joven cineasta vanguardista.
- Cassie Yates como Martine, una joven cineasta vanguardista.
- Benny Rubin como Abe Vogel, personaje basado en el veterano representante de artistas de Hollywood Abe Lastfogel.[3]: 165
- Henry Jaglom se interpreta a sí mismo.
- Paul Mazursky se interpreta a sí mismo.
- Dennis Hopper se interpreta a sí mismo.
- Curtis Harrington se interpreta a sí mismo.
- Claude Chabrol se interpreta a sí mismo.
- Stéphane Audran se interpreta a sí mismo.
- George Jessel se interpreta a sí mismo.
- Angelo Rossitto se interpreta a sí mismo.
- Richard Wilson se interpreta a sí mismo.
- Rich Little como un invitado a la fiesta.
- Cameron Crowe como un invitado a la fiesta.
- Les Moonves como un invitado a la fiesta.
- Orson Welles como la voz de un periodista (no aparece en los créditos).
- Los técnicos que realizan el Documental en la fiesta fueron interpretados por Gary Graver, Frank Marshall, Mike Ferris, Eric Sherman, Felipe Herba, Paul Hunt, Bill Weaver y Mark Turnbull.

Debido a los 48 años transcurridos a la espera de que esta producción pudiera ser terminada y a la avanzada edad de muchos de los actores que interpretaban en ella a veteranos de Hollywood, la mayor parte de sus intérpretes fallecieron antes del estreno de la película en 2018. Los dos primeros miembros del reparto  en fallecer fueron Stafford Repp en noviembre de 1974 (antes incluso de que el rodaje se hubiera completado) y Norman Foster en julio de 1976 (tan solo seis meses después de que el rodaje concluyera). Ambos habían filmado todas sus escenas en la primera mitad de 1974. Otros miembros del reparto que fallecieron antes del estreno fueron Huston, Strasberg, Palmer, O'Brien, McCambridge, Mitchell, Stewart, Selwart, Tobin, Carroll, Rubin, Mazursky, Hopper, Harrington, Chabrol, Audran, Jessel, Rossitto, Wilson, Graver y por supuesto el propio Welles, (el cual solo aparece con su voz interpretando a un periodista). A lo largo de todo este tiempo, mientras el negativo de la película permanecía sellado en una caja de seguridad en París, varios de los actores expresaron su frustración al ser incapaces de ver la película - Tonio Selwart, por ejemplo, tenía cerca de 80 años cuando actuó en ella y la consideraba su “canto del cisne” en el mundo de la actuación. Incluso en 1992, a la edad de 95, lamentaba el hecho de que probablemente nunca llegaría a verla — no solo debido a su avanzada edad, sino también a su pérdida de vista gradual. Fallecería en 2002, a la edad de 106 años, sin haber visto la película o tan siquiera la parte de su interpretación en ella. 

### Curiosidades del reparto
La película presenta a un excepcionalmente elevado número de directores de cine haciendo el papel de actores, incluyendo a Claude Chabrol, Norman Foster, Gary Graver, Curtis Harrington, Dennis Hopper, Henry Jaglom y Paul Mazursky, la mayoría interpretando a la camarilla de Hannaford, llena de periodistas y jóvenes cineastas. Hubo otras celebridades de Hollywood que tenían amistad con Welles a las que se les solicitó participar en el proyecto, incluyendo a Jack Nicholson, pero o bien declinaron hacerlo o no estaban disponibles.
El artista e imitador Rich Little era quien originalmente iba a interpretar a Brooks Otterlake, pero sin embargo hubo de ser reemplazado a mitad del rodaje por Bogdanovich. Existen diferentes versiones de cuál fue la razón de su repentino abandono del proyecto. Welles, comentó posteriormente que no se había sentido satisfecho con la capacidad de Little como actor y afirmó que le había despedido. Little afirmó que nunca supo porque, pero que fue perdiendo progresivamente el contacto con Welles durante el rodaje hasta que decidió irse. Sin embargo el Director de Fotografía Gary Graver cuenta una historia diferente: “Rodamos muchas, muchas escenas con él, (Little), y lo hizo realmente bien en cada una de ellas....Y entonces un día, de forma totalmente inesperada, Rich aparece ante Orson con su maleta en la mano y le dice: 'Orson, no he visto a mi mujer en mucho tiempo. Tengo que irme a casa'. Y así, sin más, ¡se fue!...Orson se quedó tan sorprendido que no llegó ni a enfadarse siquiera. El, simplemente se quedó allí boquiabierto, atónito. No se creía lo que estaba ocurriendo. La relación entre Orson y Rich siempre había sido cordial, así que nadie se esperaba esa reacción repentina por parte de Rich." El rodaje se completó con Bogdanovich interpretando a Otterlake. Esto hizo necesario el que todas sus escenas hubieran de volver a filmarse. La interpretación de Little del personaje de Otterlake implicaba originalmente que este utilizara un acento o tono de voz diferente por cada imitación en cada escena — un recurso que Joseph McBride valoró como "desagradablemente artificial". En contraste, a pesar de que Bogdanovich realizo varias imitaciones de otros personajes mientras encarnaba el papel de Otterlake, el registro de voces que empleó era siempre algo mucho más cercano a la suya propia.: 165  Anteriormente, Bogdanovich había interpretado al cineasta Charles Higgam haciendo una imitación de Jerry Lewis a petición de Welles.
Los personajes interpretados por Foster, Selwart, Jessel, McCambridge, O'Brien, Stewart, Wilson, Mitchell, Carroll y Repp forman la "Mafia de Hannaford" y representan al "Viejo Hollywood"; mientras que Chabrol, Harrington, Hopper, Jaglom y Mazursky interpretan a versiones escasamente veladas de sí mismos y representan al "Nuevo Hollywood." Los personajes del "Viejo Hollywood" de algún modo sirven como un coro para Hannaford, proporcionando varios comentarios sobre su vida para retratar al personaje.: 177–178  De acuerdo con lo que se puede leer en el guion de rodaje, Welles pretendía iniciar la película con una breve narración inicial, la cual sería doblada por otro actor durante la posproducción. Sin embargo, la narración nunca llegó a grabarse. La mayoría de los intérpretes y del equipo técnico trabajó gratis, o por un salario simbólico, o bien a cambio de favores que les pudiera hacer Welles. Huston, que era amigo intimo de Welles, trabajo por una cantidad nominal de 75000 $ - parte de esa cifra aún se le debe a los herederos de Houston, después de que uno de los productores de la película, malversara parte del presupuesto. Welles afirmó que no podía pagar el salario de su director de fotografía Gary Graver, así que en lugar de dinero le regaló su Premio Oscar de la Academia de 1941 que recibió como guionista de Ciudadano Kane, como agradecimiento. El salario de McBride consistió en dos cajas de puros habanos. Mazursky recuerda que él nunca fue pagado por su actuación de una noche.

## Equipo Técnico
Al haber sido una película rodada a lo largo de varios años (espaciados) y en muchas localizaciones, la película tiene mucho personal que acreditar como parte de su equipo técnico, sin embargo la identidad y ocupación de muchos de ellos puede ser difícil de discernir. La siguiente lista de miembros del equipo técnico incluye las localizaciones donde trabajaron y algunas referencias. Debido al modo en que se ejecutó esta producción, era frecuente el que los miembros del equipo técnico realizaran tareas múltiples, por lo que el definir sus tareas concretas en la misma puede resultar difícil.
- Orson Welles, Director, Operador de Cámara (durante toda la película).
- Gary Graver, Director de Fotografía, Operador de Cámara (durante toda la película).
- Bill Weaver, Operador de Cámara (en Arizona). Fue el co-inventor (junto a Robert Steadman) de la cabeza fluida equilibrada Weaver-Steadman, de soporte para cámaras en 2 y 3 ejes, ampliamente utilizada en las producciones de Hollywood.
- Peter Jason, Ayudante de Producción, Ayudante de Cámara (en Arizona). Inicialmente un actor en la película, pero que también prestó ayuda en varias escenas para el departamento de cámaras. Tiene unos 200 trabajos acreditados como actor en IMDb.
- Neil Canton, Ayudante de Producción (en Arizona).  Posteriormente produjo la franquicia de Back to the Future Part I, II, & III, The Witches of Eastwick, Caddyshack II, Trespass, Get Carter y Geronimo: An American Legend entre otras películas.
- Frank Marshall, Productor Ejecutivo, (en Arizona). Con el tiempo se convertiría en un destacado productor de Hollywood.
- Rick Waltzer, Ayudante de Producción, Ayudante de Camara (en Arizona).
- Larry Jackson, Técnico (en Arizona). También actuó en la película interpretando al director del equipo que en la fiesta de presentación, está rodando un documental sobre la carrera de Jake Hannaford. Con el tiempo se convertiría en vice-presidente de adquisiciones internacionales de la Compañía Samuel Goldwyn.
- Polly Platt, Dirección Artística (en la película de Hannaford y en las escenas en coche rodadas en Los Ángeles). Con el tiempo se convertiría en un productor de Hollywood, Diseñador de Producción y guionista.
- Bill Shepherd, Técnico (en Arizona)
- Ruth Hasty, Supervisora de Post Producción (en Hollywood), se unió a la producción en 2014. Ha trabajado en proyectos como The Talented Mr. Ripley, Mission Impossible, The Twilight Saga: Breaking Dawn – Part 2, Jurassic Park y muchas otras.
- Bob Murawski,[9] Editor, se unió a la producción en 2017. Ha trabajado en proyectos como The Hurt Locker, Spider-Man, Spider-Man 2, Spider-Man 3 y muchas otras.
- Vincent Marich, Diseño de Vestuario (en Los Ángeles).

## Historia de la Producción

### Concepción del proyecto, 1961–70
La película tiene una historia muy tortuosa en lo que a su producción se refiere. Como muchas de las películas financiadas personalmente por Welles, el proyecto fue rodado y editado con largos periodos de paro e inactividad intercalados durante varios años. 
El proyecto evolucionó a partir de una idea que Welles tuvo en 1961 tras el suicidio de Ernest Hemingway. Welles había conocido a Hemingway desde 1937 y se sintió inspirado para escribir un guion sobre un envejecido entusiasta de la tauromaquia muy masculino y viril que se sentía muy atraído hacia un joven torero. Nada salió de aquel proyecto por un tiempo, pero el trabajo en el guion continuo en España en 1966, después de que Welles hubiera completado "Campanadas a medianoche". Los primeros borradores llevaban el título de "Bestias Sagradas" y habían convertido ya al viejo aficionado a la tauromaquia en director de cine. En un banquete organizado en 1966 para recaudar fondos para el proyecto, Welles le comento a un grupo de posibles inversores:
Nuestra historia trata sobre un pseudo-Hemingway que es director de cine. Es la figura central.....tan viril que apenas puedes ver a través del pelo de su pecho y que se sentía intimidado por Hemingway al nacer. Es un director de cine duro, de los que mata a tres o cuatro extras en cada película que hace.....pero que es encantador. Todo el mundo piensa que es genial. En nuestra historia está dando vueltas, revoloteando alrededor de un joven torero al que sigue, está viviendo a través de él.....está obsesionado con este joven que se ha convertido en.....su propia ensoñación de sí mismo. Ha sido abandonado por todos sus viejos amigos. Al final se ha revelado como una especie de mirón..... un voyeur que se alimenta de la sensación de peligro y muerte que viven otras personas.

### Iniciando la Producción
Welles describió el estilo poco convencional de la película a Peter Bogdanovich durante una entrevista en el plató:
OW:"Voy a emplear distintas voces para narrar la historia. Se escucharan conversaciones grabadas como entrevistas y se verán distintas escenas al mismo tiempo. Habrá gente escribiendo un libro sobre el - varios libros. Documentales....fotografías, películas, grabaciones. Todos esos testigos.... La película se compondrá de todo ese material en bruto. Ya te imaginas lo complejo que será editarla... y que divertido también".
PB: ¿Tienes ya escrito el guión?

OW: "Tengo cuatro. Pero en su mayor parte va a tener que ser improvisado. He trabajado en ello tanto tiempo - años.....Si fuera un novelista del S. XIX ya habría escrito una novela de tres volúmenes. Se todo lo que le ha pasado a ese hombre. A su familia - de donde viene - todo, más de lo que ni siquiera podría poner en una película. Su familia - como compitieron con los Kennedy y los Kelly para quitarse de encima el estereotipo de ser los típicos irlandeses. Adoro a este hombre y también le odio".
John Huston confirmó que la película fue rodada en un estilo muy poco convencional: "La historia se narra a través de varias cámaras. Los cambios de una a otra - color, blanco y negro, foto fija, película en movimiento - todo ello componía una variedad de efectos que resultaba mareante." Huston añadió que el rodaje principal de la película fue muy improvisado, siendo el guion tan solo una simple guía de referencia que seguir. Se llegó a un punto en el que Welles le dijo, "John, tu solo lee las líneas del guión y olvídalas y luego di lo mismo como tú quieras. La idea es todo lo que importa."
Además de la apretada combinación de diversos estilos de rodaje de los que se compondría la película principal, la película-dentro-de-la-película sobre la vida de Hannaford fue rodada en un estilo completamente diferente, a un ritmo mucho más lento, como si fuera una imitación de un trabajo de Antonioni. Welles dijo en aquel momento: "hay una película dentro de la película, que hice [en 1970-71] con mi propio dinero. Es el intento del viejo de hacer una película contracultural, de estilo surrealista y onírico. Se ve parte de ella en la sala de proyección del director, otra parte en el autocine cuando todo se viene abajo. Es casi el 50% de la película. No es el estilo de cine que yo haría, he inventado un estilo para el.": 196 
En 1972, Welles afirmó que la película estaba "completa en un 96%", (lo que parece haber sido una exageración, ya que muchas de las escenas clave de la película no fueron rodadas hasta 1973-75, aunque si era literalmente cierto que "Al Otro Lado del Viento", que era el título de la película-dentro-de-la-película, ya estaba completada en ese momento), y en enero de 1976 la última escena del rodaje principal fue completada.

### Localizaciones
La mayor parte de la escena de la fiesta fue rodada en 1974 en el Southwestern Studio en Carefree, Arizona, un suburbio de Phoenix, con John Huston, Peter Bogdanovich, Susan Strasberg, Stafford Repp, Dan Tobin, Norman Foster, Cathy Lucas, Peter Jason y otros. Welles empleó el decorado del salon y los muebles diseñados para "The New Dick Van Dyke Show" que habían quedado en pie cuando el programa de TV abandonó Southwestern Studio para regresar a la CBS en Hollywood. Southwestern Studio fue demolido en 1999.
Otras escenas de la fiesta fueron rodadas en 1974 en una mansión particular en Carefree, cerca del estudio alquilado por Welles y utilizado como residencia por el equipo durante el rodaje. La casa de enfrente de esa misma calle fue utilizada en la película de Michelangelo Antonioni "Zabriskie Point". 
Escenas adicionales de la fiesta fueron rodadas posteriormente en la propia residencia de Bogdanovich en Beverly Hills, donde Welles residió unos 2 años entre 1974 y 1976, después de que los problemas financieros de la película hicieron imposible el continuar pagando el alquiler del estudio y la mansión de Arizona. Partes del escenario del anterior decorado fueron recolocados en la casa de Beverly Hills.
Otras escenas fueron rodadas en Reseda (donde las escenas del autocine fueron rodadas en el mismo lugar donde tiene lugar el climax de una película anterior de Bogdanovich, "El  Heroe anda suelto", ("Targets"), en Culver City (donde los rascacielos forman el fondo de la película de Hannaford), Connecticut, Francia (en la casa de Welles en Orvilliers), en Holanda, Inglaterra, España, Bélgica y en los estudios de la Metro-Goldwyn-Mayer en Hollywood. 
Las escenas rodadas en los estudios M.G.M. , que se ven en la película-dentro-de-la-película de Hannaford, fueron rodados sin el permiso de los estudios M.G.M. en un fin de semana que sería digno del guion de una película por sí mismo. Un viernes, Welles fue introducido sigilosamente en los estudios M.G.M. oculto en la parte trasera de una furgoneta que tenia los cristales tintados, mientras que el resto del equipo y actores simulaban ser un grupo de estudiantes de cine que visitaban los estudios. Durante la visita se ocultaron en uno de los platos, esperando a que los estudios cerrasen y se dispusieron a grabar las escenas durante el fin de semana. El equipo no creía que pudieran volver a acceder a los platós de la MGM nunca más si eran descubiertos, así que rodaron todas las escenas que precisaban a lo largo de ese mismo fin de semana de 1970 sin parar para dormir, manteniéndose despiertos gracias a un suministro de anfetaminas. Aquellos platós, antiguos y ya muy deteriorados, fueron demolidos poco tiempo después. Solo una película más "That's Entertainment!" (1974) – fue rodada allí antes de su demolición.

### Inicio de la Producción, 1970–71
Cuando Welles regresó a los Estados Unidos a finales de los años 60, la localización del guion cambió a Hollywood, y el rodaje de la segunda unidad se inició en agosto de 1970. El rodaje principal durante 1970 - 71 se centró en la película-dentro-de-la-película de Hannaford. Welles inicialmente no estaba seguro de a quien escoger para interpretar al director de cine o de si debía interpretarlo el mismo, finalmente se decidió en 1974 por su amigo el actor-director John Huston. Las pocas escenas de la fiesta rodadas antes de 1974 fueron rodadas sin Huston y frecuentemente contenían tan solo media parte de una conversación dada, siendo grabadas las réplicas de Huston durante esa conversación varios años después y pretendiendo que parecieran haber sido editadas con anterioridad.

### Primer paro en el rodaje, 1971–73
El rodaje tuvo que detenerse en 1971, cuando el Gobierno de los Estados Unidos decidió que la compañía Europea de Welles, era una compañía de cartera (tenedora), y no una compañía productora, por lo que en consecuencia y de forma retroactiva se vio obligado a afrontar el pago de una elevada suma en concepto de impuestos atrasados. Welles se vio forzado a trabajar en numerosos proyectos diferentes para saldar esa deuda y el rodaje no pudo continuar hasta 1973.: 197  Durante ese tiempo, Welles actuó en un número de proyectos distintos para recaudar fondos y asegurarse una financiación adicional en Francia, Irán, y España. Algunas escenas fueron rodadas de manera intermitente en 1973, aprovechando momentos en que el reparto estuviera disponible, (como sucedió con las escenas de Lilli Palmer, todas rodadas en España sin la presencia de ningún otro miembro del reparto); pero el bloque principal de la producción no se pondría en marcha de nuevo hasta principios de 1974, cuando el rodaje principal de la fiesta tuvo lugar en Arizona.

### 1974 producción bloqueada, acusaciones de malversación y segundo paro largo en el rodaje
El rodaje continuó durante cuatro meses intensivos entre enero y abril de 1974, cuando la mayor parte de las escenas de la fiesta fueron rodadas, pero inesperadamente se vio amenazado por serios problemas financieros, incluyendo la malversación de fondos por parte de uno de los inversores, que se habría apropiado de buena parte del presupuesto destinado a la película. Barbara Leaming describió la situación en su biografía sobre Orson Welles, basada en largas entrevistas que mantuvo con Welles:
El primer inversor que Orson logró encontrar en Paris fue un español conocido suyo de la comunidad internacional del cine que se mostró entusiasmado por el proyecto y accedió a aportar 150,000 $, algo menos de la mitad de lo que Orson y Oja ya habían invertido. Poco después una suma equivalente fue prometida por un grupo iraní establecido en Francia encabezado por Mehdi Boushehri, que era el cuñado del Shah de Persia ... Dominique Antoine, una mujer francesa, cerró el trato con Orson en representación de los iraníes....Orson abandonó Francia con el acuerdo de que su socio español actuaría como intermediario con los iraníes en Paris ...
Pero apenas si llegaron Orson y Oja a España, el problema comenzó. "¡Todo iba perfectamente bien mientras utilizaba el dinero de Oja o el mío", dijo Orson, "hasta el momento en que tuvimos socios!". Los iraníes parecían no estar cumpliendo su parte del acuerdo. El español que hacía de intermediario vino en un vuelo desde Paris y le dijo a Orson que los iraníes no le habían dado el dinero prometido. En aquel momento había fuertes lluvias e inundaciones en España, así que Orson y Oja básicamente se quedaron enjaulados en su hotel, donde estaban trabajando en un nuevo guión juntos. El español regresó a Paris para seguir intentado conseguir el dinero. "Lo tendrán en seguida", le dijo a Orson después, "Todo parece correcto". Pero en lugar del dinero de los iraníes, el español le dio solo muy pequeñas sumas de dinero que, afirmaba, eran parte de la inversión que el mismo había acordado aportar. No fue hasta un tiempo después, que Orson descubrió que los iraníes sí que le habían dado el dinero prometido al español, que había llegado desde Irán "en efectivo", y que en lugar de traerlo a España, aquel sujeto se lo había metido en el bolsillo. Orson dijo que: "Nos sentamos un mes tras otro, mientras él iba a Paris, recibía el dinero y volvía para decirnos que no le habían dado nada. Nos pareció muy convincente a nosotros y también a ellos en Paris. Siguió volando de ida y vuelta y sacándoles dinero a ellos durante un tiempo. Nosotros no les conocíamos a "ellos" (a los iraníes), claro. Nosotros le conocíamos a "el" (el español)". "Las pequeñas sumas de dinero que le había estado entregando a Orson como si procedieran de su propio bolsillo, en realidad procedían de los fondos iraníes. Sus constantes reafirmaciones a Orson de que los iraníes estaban a punto de cumplir lo acordado y soltar el dinero estaban calculadas para mantener a Orson en España y fuera de contacto con ellos. Por su parte, Orson no quería interferir en lo que suponía que eran las delicadas negociaciones de su representante con ellos. Simplemente, nunca se le ocurrió pensar que aquel tipo le pudiera estar engañando - y desde el primer momento no tuviera ni un solo céntimo suyo para invertir en el proyecto, eso para empezar..."  

Mientras tanto, debido al pésimo tiempo, Orson había decidido abandonar España por Arizona, donde John Huston y un grupo de fieles se unieron a el...Aquel estafador continuó su juego de sacarle dinero a los iraníes, quienes al haber hablado solo con él, aun no sabían que hubiera ningún problema. Cuando recibieron un telegrama, supuestamente, del agente que representaba a John Huston pidiendo un anticipo de 60,000 $, Dominique Antoine, (la representante de los iraníes), sí que hizo varias comprobaciones. Pero esto no desanimó a aquel estafador, que la envió un formulario del Screen Actor's Guild con un número y una firma de la Seguridad Social de los Estados Unidos falsificados. Los iraníes enviaron los 60,000 $, que fueron a parar a los bolsillos de aquel individuo en vez de a Huston y que solo debido a la amistad que sentía hacia Orson, había aceptado colaborar en su proyecto por una cifra tan por debajo de su salario habitual. Después de haber enviado el dinero, Dominique Antoine empezó a tener dudas. Hasta aquel momento ella se había mantenido apartada de Orson porque sentía que él lo prefería así. Pero ahora intuía que existía algún problema. "Creo que debo ir allí", le dijo ella a Boushehri, "incluso si hacerlo le incomoda a Orson". Ya que Orson aun no había recibido ni un solo céntimo de los iraníes, su representante francesa era la última persona con la que esperaba encontrarse en el desierto de Arizona. Tampoco podía estar nada contento por verla. Cuando de forma casi instantánea él le preguntó qué ¿dónde estaba el dinero?, ella nerviosa le respondió que se habían estado haciendo pagos regulares a su intermediario español, el cual obviamente no se los había entregado, el se hundió".: 476–479 
La productora de cine Dominique Antoine posteriormente confirmaría este relato de los hechos realizado por Barbara Leaming como "completamente exacto" Un artículo de julio de 1986 en American Cinematographer también corrobora esta historia, describiendo la llegada de Antoine a Arizona, en el plató de Southwestern Studio por la noche. Esta historia también está confirmada por Peter Bogdanovich, quien escribió en noviembre de 1997 sobre la producción, "...otro productor que sale corriendo de vuelta a Europa con 250,000 $ del dinero de Orson y del que nunca volveremos a saber nada, (aunque no hace mucho que vi a ese tipo en TV aceptando un Oscar de la Academia por co-producir  la mejor película en lengua extranjera del año)." En el año 2008, los estudiosos del cine Jean-Pierre Berthomé y François Thomas identificaron al productor español Andrés Vicente Gómez (que recibió un Oscar a la mejor película en lengua extranjera en 1994), como el supuesto estafador y datan su retirada del proyecto en 1974. Andrés Vicente Gómez conoció a Welles en España en 1972, durante el rodaje de una versión de "La Isla del Tesoro", proyecto en el que ambos estaban implicados. Gómez entonces llevó a cabo negociaciones en representación de Welles con la productora iraní basada en Francia "Les Films de l'Astrophore", siendo el primer proyecto de esta compañía la película de 1973 "F for Fake", seguida de "Al Otro Lado del Viento". Además de la acusación de malversación, Welles también tenía esto que decir sobre Andrés Vicente Gómez: "Mi productor español nunca pagó mi factura del hotel por los tres meses que me tuvo esperando en Madrid a que llegara el dinero para "Al Otro Lado del Viento". Así que estoy muy asustado por estar en Madrid. Estoy seguro de que van a venir a reclamarme esa factura."
Andrés Vicente Gómez respondió a estas acusaciones en unas memorias del año 2001, subsecuentemente reproducidas en la página web de su compañía:
En referencia al final de mi relación con Orson Welles se dijeron algunas mentiras, aunque él me aseguró que no habían partido de él. [Un punto contradicho tanto por la extensa mención anterior de la biografía de Barbara Leaming sobre Welles, en la que se mostraba que las acusaciones lanzadas partían de una entrevista con el propio Welles, así como por la mención a la declaración hecha por Welles sobre la factura del hotel, la cual surgió al hacerse pública (en 2013) una cinta de audio de Welles.] Así pues, no quiero entrar en ese asunto. No considero relevante el airear los detalles de nuestra separación considerando que nuestra relación fue siempre educada y amistosa y donde compartimos maravillosos momentos y experiencias juntos. Sin embargo, si debo dejar claro que si abandoné el proyecto, no lo hice por razones financieras. Mi acuerdo con Welles, escrito y firmado por el, definía mi trabajo como productor, no como inversor. ... Cierta gente que estaba muy próxima a Welles y formaban parte de su círculo más intimo - los mismos que están arruinando su trabajo no publicado al intentar sacarle dinero y vivir a costa de el - intentaron justificar sus dificultades ligándolas al hecho de mi retirada del proyecto. Han llegado al extremo  de decir que me metí en el bolsillo parte del dinero iraní que, de hecho, nunca existió mas allá de los fondos que si fueron empleados adecuadamente.
Andrés Vicente Gómez fue entrevistado posteriormente en 2018, en un documental sobre la producción de la película, They'll Love Me When I'm Dead, ("Me Amaran Cuando Esté Muerto"), en la que afirmó, "Leí que me culpaba del fiasco financiero, lo cual es totalmente falso. Yo cerré un acuerdo con él, no hubo reclamación, no hubo nada. Si fuera cierto, ¿por qué no vinieron a reclamarme nada por aquello entonces?"
El libro de Josh Karp publicado en 2015 que trata sobre la producción de la película, cita varias pruebas documentales que si sustentarían las acusaciones contra Andrés Vicente Gómez:
Existen dos grupos de documentos que apoyarían esta versión de los hechos. El primero es un acuerdo legal firmado en Agosto de 1974 en el que se disuelve la asociación de Orson Welles con todas las partes excepto con Astrophore y en el que se especificaba que una tercera compañía productora [la de Andrés Vicente Gómez] "no realizó su propia inversión de 150,000 $ ni tampoco realizó la apertura de una cuenta bancaria destinada a la producción tal y como estaba obligada a hacer bajo las clausulas de un acuerdo suscrito en 1973". Adicionalmente, este acuerdo afirmaba que la compañía de este productor había "sustraído una muy sustancial" cantidad del dinero recibido por Astrophore.

El segundo sería el informe de una consultora independiente que auditó el proyecto. Entre 1976 y 1977, Boushehri (el productor iraní) hizo que la firma consultora Coopers and Lybrand auditase tanto Astrophore como la producción de "Al Otro Lado del Viento". En su informe los auditores establecían que Avenel [la compañía productora de Welles y Oja Kodar] "habían firmado el 3 de Agosto de 1973 un acuerdo con la compañía de Andrés Vicente Gómez y con Astrophore bajo cuyas condiciones se especificaba que la aportación de Welles y de Oja Kodar a la película era de 750,000 $, mientras que los iraníes y la compañía de Andrés Vicente Gómez se comprometían a aportar cada una la cantidad de 150,000 $ para completar la película. La auditoría repite la acusación de que Andrés Vicente Gómez "se apropió" de un dinero que, se suponía, debía recibir de Astrophore y entregar a Welles".: 160–161  
El libro de Karp publicado en 2015 también reproduce correspondencia de la época entre uno de los acreedores de la producción de esta película al que se le debía dinero, Jim Hines y el productor Frank Marshall, la carta enviada por Hines a Marshall y fechada el 2 de mayo de 1974 afirma que: "La oficina del fiscal de Arizona en el Condado de Maricopa County, ha presentado cargos contra Andrés Vicente Gómez", así como también que "Han completado su investigación inicial y van a emitir una orden de arresto para su encarcelamiento en caso de que regrese a los Estados Unidos. El hurto mayor es un delito por el que se puede solicitar la extradición y a partir del 5 de Mayo, (o eso creo), será considerado como un fugitivo tanto por el Estado de Arizona como por el gobierno de los Estados Unidos. Su delito ante el Gobierno Federal habría sido el de haber tomado un vuelo interestatal con el propósito de eludir la acusación".: 125  Las memorias de Andrés Vicente Gómez de 2001 mencionan que tras abandonar el plató en Arizona, viajó a California para tomar un vuelo hacia New México, donde se pasó tres días bebiendo y fumando marihuana con Dennis Hopper, antes de regresar a España, donde "una oficina me esperaba en Madrid que me serviría en el propósito de compañía de producción y distribución", oficina con la cual iniciaría su nueva carrera como distribuidor de películas en España. A pesar de todo, Karp destaca el hecho de que Andrés Vicente Gómez "nunca ha sido acusado de ningún delito ni tampoco se ha visto sometido a una demanda civil relacionada con la acusación".: 161 

### Intentos posteriores de conseguir fondos y finalización del rodaje, 1975 –1976
Con los crecientes problemas financieros de la película tras la desaparición de Andrés Vicente Gómez y de buena parte de los fondos destinados a la misma, Welles tuvo que abandonar el plató de Arizona en 1974 antes de poder completar el rodaje. En particular, a pesar de que había rodado durante siete semanas diverso metraje con Rich Little en uno de los papeles protagonistas, su sustitución por Peter Bogdanovich en el papel significaba que muchas de las escenas clave de la película ya filmadas tendrían que repetirse. Así, Welles acabó mudándose a la mansión de Bogdanovich en Beverly Hills, donde vivió de forma discontinua durante los siguientes años y donde rodó de forma intermitente varias escenas de la fiesta, hasta que el rodaje finalmente concluyó en enero de 1976.
En febrero de 1975, Welles recibió el Premio Homenaje del AFI en reconocimiento a su carrera como cineasta y utilizó la ceremonia de entrega, llena de estrellas de cine, como una oportunidad más para recaudar fondos y completar la película. (Con un toque de ironía, en una de las escenas que mostró a su audiencia, se podía ver a Hannaford exhibiendo un corte preliminar de su última película al jefe de un estudio, intentando conseguir algo de "dinero final" para completarla). Sucedió que tras esa velada, un productor lanzó lo que Welles posteriormente consideraría una "magnifica oferta", pero Dominique Antoine, (Productora Ejecutiva de la película), la rechazó asumiendo que llegaría otra oferta aun mejor. Sin embargo no llegaría ninguna otra oferta más y Welles posteriormente lamentaría amargamente haberla rechazado, comentando antes de su muerte que si la hubiera aceptado "la película ya estaría terminada y estrenada" .: 480–484 
Welles estimó que el editar la película en un estilo distintivo y experimental podría llevar aproximadamente un año de trabajo a tiempo completo, (que era el tiempo que él había empleado en la edición rápida y experimental de su anterior proyecto cinematográfico ya terminado, "F for Fake", la película habría precisado de aproximadamente una edición por segundo y habría terminado por tener una media hora más de duración). En "F for Fake", Welles había empleado tres moviolas diferentes emplazadas en batería para editar la película de forma simultánea. Welles realizó los cortes de edición directamente sobre el propio negativo y a continuación dejó a un asistente de edición en cada moviola para completar el proceso mientras él se cambiaba de posición hacia la siguiente moviola para empezar la edición de la parte siguiente de la película. "Al Otro Lado del Viento", precisaba de una edición aún más compleja y Welles quería emplear cinco moviolas dispuestas en un semicírculo alrededor de una mesa, con un equipo de asistentes para ayudarle.
Un cambio en la dirección de la compañía productora iraní en 1975, generó nuevas tensiones entre Welles y sus productores. La nueva dirección tenía otros intereses en los que prefería invertir su dinero y empezaba a ver a Welles como una carga, rehusando el pagarle un salario para editar la película. La compañía intento también reducir el porcentaje de beneficios de Welles del 50% al 20% y, un detalle crucial, intentó quitarle el privilegio de control que tenía sobre el corte final de la película. Welles realizó numerosos intentos de conseguir financiación adicional para pagar su salario de edición a tiempo completo y terminar la película, incluyendo el tentar con una oferta a un inversor canadiense, pero al final la financiación no se materializó y Welles solo pudo editar la película de modo intermitente en el tiempo libre de que pudo disponer mientras realizaba otros proyectos como actor a lo largo de la siguiente década, proyectos que generalmente no le interesaban, pero que si necesitaba para sobrevivir al estar ya fuertemente endeudado.: 484–487 

### Fechas de Producción
Las siguientes fechas han sido proporcionadas por la cronología realizada por Jonathan Rosenbaum sobre la carrera de Welles:
- 17 de Agosto, 1970: Comienzan las pruebas de cámara, Los Ángeles.
- 30 de Agosto, 1970: Comienza el rodaje, Los Ángeles. (Escenas de la película-dentro-de-la-película).
- Septiembre-finales de Diciembre, 1970: El rodaje y la edición continúan en Los Ángeles, incluyendo la parte rodada en los escenarios de la M.G.M., Century City. (Escenas de la película-dentro-de-la-película y del viaje en coche.)
- 1971: Cuatro meses de rodaje en Carefree, Arizona y después en Beverly Hills. (Escenas de la fiesta)
- Finales de 1971-1972: El rodaje se interrumpe debido a los problemas de pago de impuestos de Welles con el Ministerio de Hacienda de los EE. UU., (I.R.S.), tras pasar una auditoría. Welles se ve entonces forzado a recaudar dinero a base de trabajar en otros proyectos, incluyendo "F for Fake", rodada para la productora franco-iraní Les Films de l'Astrophore, con fondos iraníes aportados por Mehdi Boushehri y la participación de la productora francesa Dominique Antoine. Para completar "Al Otro Lado del Viento", Welles se asegura la financiación mediante un acuerdo suscrito por tres partes, con un tercio de los fondos aportados por el mismo, otro tercio aportado por Mehdi Boushehri a través de Les Films de l'Astrophore y otro tercio aportado por el productor español Andrés Vicente Gómez.
- Primeros de 1973: Welles y Kodar se quedan varados en Madrid durante 3 meses casi sin salir de su hotel debido a unas fuertes inundaciones en España, al tiempo que aguardan noticias de Andrés Vicente Gómez sobre la financiación de "Al Otro Lado del Viento". Finalmente, se trasladan a Paris.
- Junio-mediados de Septiembre, 1973: Rodaje en Orvilliers y en Paris. (Escenas de la fiesta.)
- Enero–Abril, 1974: John Huston es elegido para el papel protagonista, que había estado vacante hasta ahora. Escenas de la fiesta se ruedan en el Southwestern Studio y en una mansión particular en Carefree, Arizona. Susan Strasberg se une al rodaje  en Carefree.[26]
- En algún momento de marzo de 1974: El productor Andrés Vicente Gómez abandona el proyecto tras ser acusado de haber malversado 250,000 $ del presupuesto, así como de no haber aportado tampoco su parte del dinero para la producción, (una tercera parte del total del proyecto), tal y como se había comprometido a hacer inicialmente. Finalmente, la mayor parte del dinero será aportado por Mehdi Boushehri a través de Les Films de l'Astrophore, generándose disputas legales sobre si al haber tenido que aumentar su aportación a la financiación del proyecto, su participación actual era del 33%, 50%, 67% o del 80%, lo que también debía verse reflejado en la propiedad y reparto de beneficios de la película final. Welles también aportó más dinero de su propio bolsillo a la producción, incluyendo dinero que pidió prestado a varios de sus amigos; Peter Bogdanovich le dio 500,000 $ para acabar la película.
- Agosto de 1974: Rodaje en Orvilliers. (Escena del viaje en coche).
- Noviembre - Diciembre de 1974: Edición en Paris y en Roma.
- Febrero - Junio de 1975: Rodaje en la casa de Peter Bogdanovich en Beverly Hills. (Escenas de la fiesta).
- Septiembre 1975 - Enero 1976: Edición en Beverly Hills.
- Enero de 1976: Rodaje principal completado.

### Elementos desaparecidos
Welles filmó 96 horas de rodaje en bruto, (45 horas de escenas de la fiesta y 51 horas de la película-dentro-de-la-película), incluyendo múltiples tomas de las mismas escenas, repeticiones de escenas con distintos actores interpretando el mismo papel, (por ejemplo Peter Bogdanovich sustituyendo a Rich Little),pero nunca llegó a completar los siguientes elementos previstos:
- Welles nunca llegó a grabar la narración inicial. Bogdanovich, interpretando el personaje de Otterlake, grabó una narración ligeramente modificada para la versión final de la película.
- Además de los 40 - 45 minutos de película editados por Welles, aproximadamente otros 75 - 80 minutos todavía requerían edición.
- La película carecía de banda sonora, aunque Welles había indicado que quería utilizar música de jazz.
- Dos escenas nunca habían sido rodadas: los maniquíes explotando después de haberles filmado y la escena final de el último coche abandonando el autocine. La primera se completó empleando efectos especiales generados por ordenador, (CGI), filmando a los maniquíes ante un fondo verde y combinándolo con rodaje manipulado de rocas, la segunda se completó utilizando rodaje antiguo de otro autocine en cuya pantalla se insertó digitalmente la película de Hannaford.
- De las 96 horas de rodaje existentes, se descubrió posteriormente que las cintas de sonido originales de muchas de las sesiones de grabación de 1974 habían desparecido. Estas, tuvieron que ser recuperadas mediante la depuración digital de copias antiguas de esas cintas originales perdidas, (en general material de baja calidad, al ser copias de segunda o tercera generación de esos originales que eran utilizadas por Welles para su trabajo diario en el proyecto), o bien empleando a actores modernos de doblaje, que en algunos casos doblaban palabras sueltas o sílabas de algún diálogo para hacer posible el reutilizar estas antiguas copias de trabajo en la película.

### Dificultades legales y esfuerzos para completar la película

#### 1979 - 1997
En 1979, Welles ya había logrado editar unos cuarenta minutos de la película. Pero en ese año, el proyecto se vio afectado por serias complicaciones políticas, además de legales y financieras. El empleo de Welles de financiación aportada por Mehdi Boushehri, el cuñado de Mohammad Reza Pahlavi que era el Shah de Irán, se convirtió en un problema después que el Shah fuera derrocado. El nuevo gobierno de Irán reclamó como propios todos los activos que pertenecieran al gobierno anterior, en especial los ligados a la familia real depuesta. Se inició una compleja batalla legal en torno a la propiedad de la película que duró décadas, permaneciendo los negativos originales de la película durante todo ese tiempo en una caja de seguridad en Paris. Inicialmente, el nuevo gobierno revolucionario islámico del Ayatollah Khomeini había incluido la película entre las propiedades reclamadas, pero cuando tras un estudio de la situación consideró el negativo de la película como material carente de todo valor, renunció en la práctica a seguir litigando. Aun así, la batalla en los tribunales continuó con las partes implicadas durante bastante tiempo. Para 1998, muchos de los aspectos legales ya se habían resuelto y la cadena de TV por cable Showtime había garantizado "dinero final" para completar la película.
Sin embargo, las complicaciones legales  continuaron. Orson Welles falleció en 1985 y su patrimonio se vio afectado por una demanda presentada por una de las hijas de Welles, Beatrice Welles, lo que causó que el proyecto se suspendiera nuevamente. En sus últimas voluntades, Welles había dejado la mayor parte de su patrimonio a su viuda, Paola Mori, pero tras la muerte de esta en 1986 esos bienes fueron heredados por la hija de ambos, Beatrice Welles. Sin embargo, Welles también había dejado determinadas partes de su patrimonio, tales como su casa en Los Ángeles así como la propiedad y control artístico de todos sus proyectos inconclusos, a la que durante mucho tiempo había sido su compañera, amante y colaboradora Oja Kodar, quien era coautora e intérprete de "Al Otro Lado del Viento". Desde 1992, Beatrice Welles había reclamado ante varios tribunales que según las leyes de California, ella era la propietaria de todas las películas de Orson Welles estuvieran estas concluidas o no, (incluyendo aquellas de las que el propio Welles nunca poseyó derechos en su vida), y "Al Otro Lado del Viento" se vio muy afectada por esa litigación. El diario The Guardian describió como Beatrice Welles frustró un intento de la compañía de TV por cable Showtime y Oja Kodar, (la compañera de Welles en la parte final de su vida), de completar "Al Otro Lado del Viento"", mientras que el The Daily Telegraph afirmó que Beatrice Welles había "bloqueado" la película. Este enfrentamiento se vio exacerbado por la gran animosidad personal que hay entre Oja Kodar y Beatrice Welles - Beatrice culpa a Kodar de haber causado la separación de sus padres, mientras que Kodar culpa a Beatrice de intentar bloquear la proyección y el re-estreno de varias de las películas de su padre, incluyendo "Ciudadano Kane", "Othello", "Sed de Mal", "Campanadas a medianoche" y "Filming Othello". Esta última acusación se vio apoyada por el crítico cinematográfico Jonathan Rosenbaum, quien acusó a Beatrice de estar únicamente motivada por los beneficios que se pudieran recaudar de la posesión de los derechos de esas películas, al dedicarse a reclamarlos siempre ante los tribunales para después cerrar un acuerdo económico fuera del tribunal, ya que los estudios cinematográficos siempre se han mostrado más que dispuestos a evitar esas costosas batallas legales prolongando los pleitos. Una cláusula en el testamento de Welles, especificaba que cualquiera que cuestionara la parte de la herencia que le correspondía a Oja Kodar seria, automáticamente, desheredado permanece sin ser aplicada - Kodar intentó que fuera aplicada en los años 90, pero no pudo afrontar los costes en abogados que ello implicaba mientras el caso se eternizaba en los tribunales.
Aunque el negativo original de la película permaneció durante años en una caja de seguridad en Paris, hay que destacar que existían dos copias de trabajo de casi todo el material en bruto que estaban en manos privadas - una de ellas estaba en poder del operador de cámara de Welles Gary Graver, que había sido el técnico que había rodado la película y la otra estaba en manos del propio Orson Welles, el cual había logrado escamotear una copia de la película y sacarla sigilosamente de Paris poco después de que las dificultades legales empezaran. Welles dejó su copia de trabajo a Kodar, como parte de lo estipulado en su testamento la dejó también todo el material relacionado con sus proyectos inconclusos. (Kodar aparece en el documental "Orson Welles: One Man Band" visitando un almacén en el que se encuentra todo ese material).
Con el paso de los años, se intentó en repetidas ocasiones el despejar los obstáculos legales que había para completar la película y obtener la financiación necesaria. Las personas más directamente implicadas en llevar a buen término esos esfuerzos fueron Gary Graver (el operador de cámara de la película), Oja Kodar (la compañera de Welles, coautora y protagonista de la película y directora de una de sus secuencias, además de ser la propietaria de los derechos de los proyectos inconclusos de Welles), el director Peter Bogdanovich (intérprete de la película y uno de los inversores en el proyecto, aunque ya solo esperaba recuperar los 500,000 $ que invirtió más que el recibir cualquier parte de los beneficios que pudieran generarse), el crítico cinematográfico Joseph McBride (que tiene un papel como actor secundario en la película) y el productor de cine de Hollywood Frank Marshall, que tuvo uno de sus primeros trabajos en la industria del cine como Productor Ejecutivo de esta película. Marshall en particular fue una figura clave a la hora de conseguir que varios de los grandes estudios de cine accedieran a presenciar el visionado de un corte previo de la película a finales de los años 90, aunque casi todos ellos desistieron rápidamente de implicarse en el proyecto debido a las dificultades legales en que se encontraba la película.
Antes de que un acuerdo llegara a cerrarse finalmente en 1998, a finales de los años 80 Oja Kodar proyectó un corte previo de la película realizado por Gary Graver para un grupo de directores famosos que ya habían alcanzado notoriedad, intentando conseguir su ayuda para completar la película, pero todos rehusaron implicarse en el proyecto por diversos motivos. En el grupo estaban John Huston, (que en aquel momento era ya un enfermo terminal de enfisema pulmonar y era incapaz de respirar sin ayuda de una bombona de oxígeno), Steven Spielberg, Oliver Stone, Clint Eastwood y George Lucas. Se dice que Lucas reconoció haberse quedado perplejo al ver aquel metraje, afirmando que el no sabría qué hacer con él y también que creía que se trataba de una propuesta demasiado vanguardista para una audiencia comercial. Kodar, posteriormente acusaría a Clint Eastwood y a Oliver Stone de haber plagiado partes de la película, citando la interpretación de Eastwood en "Cazador Blanco Corazón Negro" (1990), como una copia de la actuación de John Huston en la película de Welles, incluyendo una línea de diálogo  ("Soy Marvin P. Fassbender." "Por supuesto que lo eres".), así como también el distintivo estilo de edición en cortes rápidos y cambios de cámara y formato que Stone empleó  posteriormente en películas como "JFK" (1991) , "Asesinos Natos" (1994) y  "Nixon" (1995).

#### 1998 - 2013
Un punto de inflexión se dio en 1998, cuando Mehdi Boushehri cambió de opinión al ser finalmente convencido por los supervivientes del equipo de producción que aún intentaban concluir el proyecto, de que su mejor oportunidad de recuperar parte del dinero que había invertido estaba en conseguir que la película se estrenara. Así que se retractó de sus declaraciones anteriores, según las cuales poseía dos terceras partes de la película, y redujo el porcentaje del proyecto y beneficios que reclamaba como suyos. Esto resolvió varios de los problemas legales de la película. Boushehri falleció en 2006, pero sus herederos igualmente aceptaron que la mejor oportunidad que tenían de recuperar parte del dinero invertido estaba en lograr que la película se estrenara. El acuerdo, firmado con Boushehri en 1998, hizo posible el conseguir financiación aportada por la cadena Showtime, hasta el momento en que la demanda impuesta por Beatrice Welles a finales de ese mismo año, paralizó el proyecto una vez más.
Peter Bogdanovich anunció en el año 2004 que planeaba restaurar la película y estrenarla en breve. Citó una conversación que mantuvo con Welles antes de su muerte en la que afirmaba que; "Orson me dijo, 'Si alguna cosa me sucede, tú te asegurarás de terminar la película ¿no es así?' Fue, naturalmente, un cumplido y también un momento terrible. Me presionaba para que le diera alguna seguridad". Sin embargo, aún permanecían dificultades tanto legales como también técnicas relativas a cómo replicar el estilo de edición vanguardista de Welles.
En 2006, Oja Kodar expresó la preocupación que sentía acerca de un acuerdo que Beatrice Welles había cerrado con la cadena Showtime para convertir la película en "una especie de" documental, con la intención de que nunca llegara a ser estrenada como una película de cine. Un nuevo acuerdo se concretó en 2007, según el cual las tres partes previamente implicadas, (Oja Kodar como heredera de la obra inconclusa de Welles, los herederos de Mehdi Boushehri y la cadena Showtime Network), acordaban pagar a Beatrice Welles una cantidad de dinero no revelada y/o un porcentaje de los beneficios generados por la película. En una aparición el 29 de marzo de 2007, en el Festival de Cine de Florida, Peter Bogdanovich, en respuesta a una pregunta sobre en qué situación se encontraba el proyecto, afirmó que las cuatro partes implicadas habían alcanzado un acuerdo a principios de esa misma semana y que la película sería editada y estrenada en un futuro muy cercano. Bogdanovich también realizó declaraciones en una nota de prensa publicada el 2 de abril de 2007  afirmando que un acuerdo para completar la película estaba ya "cerrado al 99.9% ", con su estreno en cines planeado para finales de 2008.
Hubo aún más complicaciones para el proyecto en 2007, causadas por la intervención de Paul Hunt. Hunt había trabajado en la película en los años 70 como Asistente de Producción, Asistente de Edición, Asistente de Operador de Cámara y Recadero, y había sido descrito por el hijo de Gary Graver, (el operador de cámara de la película), como "El tipo más raro y extraño que jamás te puedas llegar a encontrar.": 261  Kodar se había puesto en contacto con él para ver si sería capaz de apadrinar un acuerdo, indicándole quien controlaba los derechos, en que porcentaje y sugiriéndole el tipo de acuerdo que cada parte posiblemente aceptaría. Hunt, formó una compañía productora asociándose con Sanford Horowitz, "Horowitz Hunt LLC", y a los tres meses ya había logrado firmar un acuerdo con Mehdi Boushehri, con una opción a comprar sus derechos de la película. Por esa razón, poco después de que el acuerdo que habían alcanzado las partes fuera anunciado por Bogdanovich en Florida el 6 de agosto de 2007, la productora Horowitz Hunt LLC presentó una demanda ante la Oficina de Patentes de los Estados Unidos, intentando hacer valer el acuerdo que ellos habían firmado con Mehdi Boushehri en el que les daba una opción de compra sobre los derechos de la película que este poseía. El propósito de Horowitz y Hunt era el de estrenar dos versiones de "Al Otro Lado del Viento": una versión completada para ser estrenada en cines y otra versión incompleta pero totalmente original de solo 42 minutos que mostrara el trabajo que había podido completar Welles hasta el momento de su muerte.
En marzo de 2008, Bogdanovich afirmó que aún quedaba algo más de un año de trabajo por hacerse, y un mes más tarde, rodó la apertura del almacén de Los Ángeles donde Oja Kodar había guardado la copia de trabajo editada por Welles, junto con material adicional de la película positivado. Sin embargo el negativo original completo permanecía sellado en una caja de seguridad en Paris. A lo largo de 2008, algún trabajo se hizo con el material de Los Ángeles. En junio de 2008, la cadena Showtime Network habilitó un espacio de edición en Los Ángeles para iniciar los trabajos preliminares de selección y corte del material. Peter Bogdanovich dirigió el trabajo personalmente, Tim King fue el Productor Ejecutivo designado por Showtime para encargarse del proceso de posproducción, Sasha Welles (sobrina de Oja Kodar), trabajó en la producción como Asistente de Edición y ofertas para trabajar como becarios fueron anunciadas en prensa para gente que quisiera trabajar en el proceso de catalogar los materiales relativos a la película.
La productora Horowitz Hunt LLC, eventualmente inició negociaciones con Oja Kodar para adquirir sus derechos de la película, pero no tuvieron éxito intentando llegar a un acuerdo con ella, el proceso se volvió a complicar cuando Beatrice Welles forzó que se hiciera efectiva una orden de restricción que impedía el acceso al negativo almacenado en la caja de seguridad en Paris al presentar una demanda de herencia de esos bienes, lo que impedía la apertura del lugar donde se almacenaban las 96 horas de negativos originales, algunos de los cuales no habían sido visionados ni siquiera por el propio Welles en su vida. El abogado que representaba a Boushehri, fue negligente a la hora de cursar en tiempo y forma la documentación pertinente que habría anulado la demanda de Beatrice Welles y en consecuencia el proyecto quedó paralizado una vez más. Como consecuencia, el espacio de edición habilitado por Showtime en Los Ángeles fue cerrado en diciembre de 2008 y la cadena acabó por volver a congelar el proyecto.
Un artículo publicado en Variety en febrero de 2009, afirmaba que la cadena Showtime aún estaba dispuesta a aportar el dinero preciso para concluir la película, pero que antes querían estar seguros de que todo el material rodado, efectivamente existía. El negativo de la película seguía en la caja de seguridad en Paris sin que nadie lo hubiera visto desde los años 70, pero para tener acceso a este y poder revisarlo, era preciso el obtener permiso expreso de todas las partes implicadas. Bogdanovich declaró, “Va a ocurrir el mes que viene o el siguiente. Estamos intentando presentar la película en Cannes [en 2010]. Todo el mundo quiere que suceda. Es auténtica historia del cine. Y será algo realmente especial el que finalmente pueda ser vista por el público después de tantos años.”
En enero de 2010, durante una charla-debate tras la proyección de una de sus películas en Columbus, Ohio, Peter Bogdanovich afirmó que la película había sido examinada y que estaba en buenas condiciones, pero que "Orson había dejado tal desastre tras él en lo que se refería a quién era el propietario y de que parte", que ya empezaba a dudar de si el editar la película llegaría a ser posible alguna vez. Bogdanovich añadió que el negativo original estaba en una condición excelente, mostrando la película una calidad muy superior a la de las copias de trabajo de baja calidad que habían podido ser vistas hasta ahora. En el año 2012, entrevistado de nuevo sobre este particular, añadió que había podido examinar el material por sí mismo, declarando en la revista canadiense Toro :

"Hemos revisado el metraje y es genial. Edité dos escenas que no habían sido terminadas. Hay varias escenas que Orson ya había cortado y emparejado y las dos que corté yo eran tomas que el ya había escogido pero que no había llegado a pegar. Así que utilizamos las tomas que él había marcado y al verlas ya estaba claro lo que él tenía en mente para la edición. Es muy diferente de cualquier otra cosa de las que hizo y bastante extraño. No creo que ninguno de nosotros pueda saber cómo va a quedar todo hasta que hayamos terminado. No sé cuándo saldrá a la luz, pero sí creo que algún día lo hará."

Un reportaje en The Guardian en enero de 2011, sugería una vez más que un acuerdo legal estaba próximo a cerrarse y que el estreno sería posible en un futuro cercano. Sin embargo, Oja Kodar negó que este fuera el caso.
Paul Hunt falleció en 2011. Ese mismo año, Sanford Horowitz y el financiero John Nicholas lanzaron una compañía llamada "Project Welles The Other Side LLC", ("Proyecto Welles Al Otro Lado LLC"), y el sitio web www.projectwelles.com para atraer capital adicional y completar las negociaciones con Oja Kodar y Beatrice Welles. Su objetivo era el de presentar un relato de los hechos claro, hacer las paces entre todas las partes implicadas, presentar un compendio de todos títulos de propiedad que había sobre el proyecto y hasta donde llegaban establecida por la firma de abogados Mitchell, Silberberg & Knuff y lograr tener acceso a los negativos de la película almacenados en la caja de seguridad de París.
Para el año 2011, todos los problemas relacionados con la propiedad de los derechos habían sido, teóricamente, resueltas entre las partes implicadas. Sin embargo, la cadena Showtime, que previamente se había comprometido a aportar financiación al proyecto, rehusó especificar cuál sería el presupuesto del mismo en detalle. Oja Kodar afirmó que no quería que se repitiera la debacle vivida con la otra película inconclusa de Welles, "Don Quijote", que fue completada después de su muerte recibiendo de forma unánime durísimas críticas por haber sido completada sin apenas presupuesto, montada a partir de metraje incompleto y mal conservado, editada de forma muy descuidada, mal doblada y resultando en la práctica muy incoherente. Por esa razón, continuó, ella no daría su permiso para que la marcha del proyecto continuara hasta que recibiera garantías de que la película sería completada adecuadamente, de forma profesional, con un alto nivel de calidad en su manufactura y disponiendo de un presupuesto adecuado para ello.
En marzo de 2012, Matthew Duda, el ejecutivo de Showtime que había promovido la campaña de financiación para "Al Otro Lado del Viento" desde 1998, se jubiló y ello significó el final de la implicación de Showtime en el proyecto. Tras su jubilación, Duda reconoció que en su opinión la persona que más obstáculos había puesto para que el proyecto llegara a ser completado había sido Oja Kodar. "El precio [del presupuesto destinado a la post-producción] no dejaba de subir," afirmó Duda. "Ella siguió subiéndolo y subiéndolo y de repente nos dijo que nosotros la habíamos saboteado al rechazar su propia oferta para aportar fondos al presupuesto [oferta que era inexistente]." : 264  Josh Karp, en la crónica que hizo sobre la historia de la película, concluía:
"Después de jubilarse, Duda mantuvo su interés por el proyecto, pero tuvo que terminar por asumir lo que de algún modo ya intuía desde el principio. Oja había sido la persona que todo el mundo consideraba que era esencial para conseguir que el proyecto se terminara. Pero con el paso de los años, lo que realmente hizo fue el exprimir a cada posible inversor que aparecía, hasta la última gota de financiación que la fue posible hacerles comprometer en el proyecto, para acto seguido detener en seco las negociaciones cuando faltaba muy poco para cerrar un acuerdo, porque ella siempre creía que una oferta nueva y mejor estaba a punto de aparecer a la vuelta de cada esquina. Al final, aunque sin duda hubo muchos obstáculos que superar con Beatrice Welles, Mehdi Boushehri, Paul Hunt y con otros innumerables factores que parecían haber convertido aquel en un proyecto maldito, Matthew Duda tenía la impresión de que Oja Kodar había sido el mayor obstáculo de todos cuantos habían impedido hasta el momento el completar "Al Otro Lado del Viento".: 265–266 
Así mismo, el libro de Josh Karp publicado en abril de 2015, Orson Welles's Last Movie: The Making of The Other Side of the Wind, ("La Última Película de Orson Welles: La Producción de Al Otro Lado del Viento"), en sus páginas profundizaba en ese retrato poco amable que se hacía de Oja Kodar, al recoger  las declaraciones de numerosos testigos que habían estado implicados en la producción de la película, (inversores, abogados, ejecutivos, etc.), desde 1999 y donde todos aportaban un relato de los hechos muy concordante en el que Kodar siempre parecía hacer descarrilar cualquier intento de completar la película a base de: retractarse de acuerdos alcanzados, enfrentar a unos inversores contra otros con la intención de recibir mejores ofertas y de cambiar el marco de acuerdo alcanzado con otras partes en momentos críticos como un modo de ejercer presión. Este modo de actuar de Oja Kodar, llevó incluso a que uno de los abogados que representaban a los herederos de Mehdi Boushehri, (co-propietarios de la película), escribiera en un informe interno para su despacho en el año 2007: "Hemos estado esperando durante muchos años a que ella [Oja Kodar] accediera a llegar a un acuerdo.... Mi impresión personal es la de que ella es incapaz de alcanzar un acuerdo con nadie.... Nuestro cliente nunca ha sido el problema. El problema ha sido Kodar".

#### 2014 - 2018 Se completa la película
Con la retirada de Showtime, el productor Filip Jan Rymsza inició las negociaciones de lo que finalmente sería la oferta que si consiguió sacar al proyecto de la vía muerta en que había entrado. Rymsza era propietario de una compañía productora localizada en Los Ángeles, Royal Road Entertainment, y había sabido de la existencia de la película en 2009, sintiéndose cada vez más motivado para intentar hacer posible su estreno. Desde el principio a la hora de entablar conversaciones, Rymsza unió sus fuerzas con las del productor alemán Jens Koethner Kaul (el cual ya había intentado iniciar negociaciones con Oja Kodar con anterioridad), y con el productor Frank Marshall.
El 28 de octubre de 2014, Royal Road Entertainment anunció que había negociado un acuerdo con la ayuda de Frank Marshall y que compraría los derechos para completar y estrenar "Al Otro Lado del Viento". Bogdanovich y Marshall supervisarían el proceso de posproducción en Los Ángeles, intentando tener la película lista para su visionado el 6 de mayo de 2015 — fecha que marcaba el centenario del nacimiento de Orson Welles. Royal Road Entertainment y el productor alemán Jens Koethner Kaul adquirieron los derechos que pertenecían a Les Films de l'Astrophore y al fallecido Mehdi Boushehri. Alcanzaron un acuerdo con Oja Kodar, que había heredado la parte de la película que pertenecía a Welles y con Beatrice Welles, que era la administradora de su patrimonio.
El 1 de mayo de 2015, se hizo público que la película aún distaba mucho de estar completada. La posproducción iba a financiarse con la venta previa de los derechos de distribución, pero en diciembre de 2014, algunos de los distribuidores potenciales pidieron ver una muestra del metraje editado a partir del negativo original, no de las copias de trabajo de peor calidad. "Los distribuidores quieren ayudarnos, pero ante todo tienen que tomar una decisión como responsables de un negocio", afirmó el productor Frank Marshall a preguntas de The New York Times. "Ellos querrían ver una secuencia editada [a partir de los negativos recuperados en Paris], y creo que es una petición razonable".
Una campaña de micromecenazgo de 40 días fue lanzada  el 7 de mayo de 2015, en la web Indiegogo, con el propósito de recaudar 2 millones de $ para costear los procesos de digitalización y edición. Se anunciaron los planes para transportar por avión los 1,083 rollos de negativo en perfectas condiciones desde París a Los Ángeles para ser digitalizados en alta definición (Resolución 4K) y editados  por Affonso Gonçalves. Los productores esperaban completar "Al Otro Lado del Viento" en 2015, para la fecha del centenario de Welles, pero no se aportó ninguna fecha específica para su estreno. Advirtiendo que el proceso para completar la película no debía verse presionado por una fecha límite, Frank Marshall concluyó, "Aún creemos que la terminaremos este año".
La campaña en Indiegogo fue extendida en junio y sus objetivos rebajados a 1,000,000 $ después de que inversores potenciales externos se ofrecieran a aportar esa cantidad. Reconociendo que la campaña de recaudación se había atascado, Frank Marshall declaró que su objetivo era el de editar los 15 o 20 primeros minutos de la película y mostrarlos para ganarse a un distribuidor que les ayudara a concluir el proceso de posproducción. "No acaban de fiarse del hecho de que él [Orson Welles] era un genio, el hombre que hizo "Ciudadano Kane", "Sed de Mal" y "El Cuarto Mandamiento", y de que podrían tener entre manos una película fantástica", declaró Marshall. La campaña se cerró el 5 de julio de 2015, habiendo recaudado 406,405 $. A finales de 2015, los esfuerzos para completar la película se habían estancado.
El 5 de abril de 2016, la página web Wellesnet anunció que Netflix había estado negociando durante meses un acuerdo para dos películas por un valor de 5 millones de $ para completar "Al Otro Lado del Viento" así como también un documental accesorio. El acuerdo potencial, requería la aprobación de Oja Kodar para cerrar el trato. A mediados de marzo de 2017, se confirmó que Netflix distribuiría la película.
En marzo de 2017, los negativos originales de la película junto a el resto del material grabado llegaron a Los Ángeles, haciendo posible que la posproducción de la película continuara.
En noviembre de 2017, se informó de que varios técnicos habían sido contratados para el equipo de posproducción, incluyendo a Bob Murawski para la edición, Scott Millan para la mezcla del sonido y a Mo Henry para el corte del negativo.
En enero de 2018, un pase previo de la película fue proyectado para un pequeño y muy selecto grupo de asistentes por estricta invitación. Entre los asistentes, estaban el productor Filip Jan Rymsza, los directores Paul Thomas Anderson, Quentin Tarantino y Rian Johnson; los actores Danny Huston (hijo del protagonista de la película, John Huston) y Crispin Glover; y los intérpretes y miembros del equipo técnico de "Al Otro Lado del Viento" Peter Bogdanovich, Lou Race, Neil Canton y Peter Jason.
En marzo de 2018, se anunció que Michel Legrand, (que ya había compuesto la banda sonora para la película de Welles de 1973 "F for Fake"), sería el encargado de componer la banda sonora de la película. Había estado trabajando ya en secreto en la película desde diciembre del año anterior. La grabación con una orquesta se inició el 19 de marzo de 2018 en Bélgica y continuó posteriormente esa misma semana en París con un grupo de Jazz, aunque Legrand no pudo estar presente durante las sesiones de grabación al haber tenido que ser hospitalizado con neumonía por esas fechas. En declaraciones sobre su trabajo en el proyecto, Legrand afirmó que: 

"Yo me preguntaba a mi mismo constantemente, ‘¿Como habría reaccionado Orson?’ El mismo concepto de lo que era esta película me conmovía: la idea del paso del tiempo, el resurgir de la inspiración. Estoy orgulloso de ser el lazo que une esas dos películas de Welles. Lo recibo como un regalo de Orson, desde las alturas".

## El estreno
La película tuvo su estreno mundial el 31 de agosto de 2018 en la 75ª edición del Festival Internacional de Cine de Venecia. También fue proyectada en el Telluride Film Festival en septiembre de 2018 y en el New York Film Festival en octubre de 2018. fue emitida en el canal Netflix el 2 de noviembre de 2018.

## Recepción de la película

### Antes de su estreno
Como miembro del reparto de la película, el historiador cinematográfico Joseph McBride había visionado ya muchos de los planos en bruto grabados durante la película allá en los años 70, así como el corte editado por Gary Graver a finales de los años 80 para atraer a posibles inversores. McBride escribió que la película "sirve tanto como una cápsula del tiempo que refleja un momento clave de lo que fue un cambio esencial en la industria del cine — siendo una 'instantánea' de un periodo de nostalgia por los viejos tiempos de Hollywood que hubo a principios de los años 70 — así como también como una reflexión acerca de los cambios de actitud que se estaban dando en los Estados Unidos hacia el modo en que se entendían la política, el arte y el sexo durante ese periodo".: 175  sin embargo, el distinguía entre el cuerpo principal de la película — el cual alababa en extremo —  y el rodaje de la película-dentro-de-la-película de Hannaford:
Me di cuenta de que mientras el estilo visual tan lánguido de la película-dentro-de-la-película que se daba en los interludios en que aparecía, proporcionaba a la audiencia tiempo suficiente para recuperarse del ritmo frenético que había en las escenas de la fiesta, un obstáculo mucho más serio para que  la película realmente funcionara residía en la naturaleza, tan extremadamente poco dramática, de la mayor parte del material putativamente rodado por Hannaford. Poco o nada es lo que sucede en esas secuencias, excepto el que Oja aparece misteriosamente vagando semidesnuda por locales pintorescos y Bob Random la persigue de forma elusiva mientras hace rugir el motor de su motocicleta a lo largo de parajes iluminados de un modo muy expresionista. El metraje es precioso, hay verdadera magia en la fotografía de cada plano, como por ejemplo en la secuencia rodada entre los rascacielos de Century City con la imagen de los dos personajes desvaneciéndose en diez espejos dispuestos para ser invisibles entre los pilares y las columnas de cristal de modernos edificios de oficinas de estructuras geométricas frías.....Sin embargo, en el corte editado por Gary Graver para que lo visionaran posibles inversores, las secuencias de la película-dentro-de-la-película son tan extensas que no solo interrumpen el ritmo narrativo de la película, sino que incluso pierden el aspecto satírico que debían tener, convirtiéndose en ejemplos exasperantes de aquello mismo de lo que Welles, precisamente, intentaba burlarse.: 214–215 
El crítico de cine e historiador Jonathan Rosenbaum ha visto la mayor parte de la película, ya sea en pases previos de escenas o en selecciones de escenas cortadas por Welles y ha alabado el modo en que refleja "la imagen de finales de los años 60, sin mencionar su estilo kamikaze", y ha contrastado su opinión con la del también crítico David Thomson, el cual no ha visto la película y que escribió en su elevadamente crítica biografía sobre Welles, "Un día, podría llegar a estrenarse. Espero que no llegue nunca. "Al Otro Lado del Viento" debería estar más allá de nuestro alcance". John Huston describió un pase privado en el que Orson Welles mostró la película sin terminar a algunos amigos: "Yo  no llegué a verla, pero aquellos que si lo hicieron me dijeron que era  para quedarse anonadado."
Andrés Vicente Gómez, el cual estuvo inicialmente implicado en la producción de la película, ha sido citado varias veces en la prensa mostrando su oposición a que la película fuera nunca completada, afirmando que sería un "acto de traición" [a Welles]. Su argumento es el de que la película siempre tuvo escasas posibilidades de terminarse debido a que "la salud de Welles era muy delicada. El ya no poseía la energía necesaria para editarla". Sin embargo, al haber sido acusado Andrés Vicente Gómez por Orson Welles, Dominique Antoine, Peter Bogdanovich, Mehdi Boushehri y otros, de haber malversado 250,000 $ del presupuesto de la película y de haber logrado escapar a la acción de la justicia, este también tendría una fuerte motivación para desear que la película no llegara nunca a llamar la atención del público en general.: 476–479  También es preciso añadir que los lazos que unían a Gómez con el proyecto se cortaron en 1974, pero el rodaje no concluyó hasta 1976, (año en que comenzó la edición principal), por lo cual Gómez no estaría en posición de saber cuál era la disposición de Welles ni tampoco su estado de ánimo respecto a la edición de la película cuando el proceso de edición se inició.
El director Rian Johnson declaró a la revista Vanity Fair en abril de 2018 que había visionado un corte de la película de 117 minutos - aún sin la banda sonora de Michel Legrand - dos veces incluyendo un pase en Santa Monica, California, el 16 de enero de 2018 con Quentin Tarantino, Alexander Payne y otros invitados VIPs, quienes "se quedaron todos atónitos y emocionados".

### Después del estreno
En la página web de críticas sobre cine Rotten Tomatoes, la película tiene un índice de aprobación del 82%, basado en 82 críticas, con una puntuación media de 7.4/10. La opinión más consensuada expresada en la página web afirma que: "Una buena película que los verdaderos amantes del cine tienen que ver, "Al Otro Lado del Viento" nos ofrece la oportunidad de ser testigos de un nuevo capítulo en la carrera de un cineasta brillante que se creía perdido en el tiempo". Metacritic le otorga a la película una puntuación media de 79 sobre 100, basada en 29 críticas, en las que se indican "unas valoraciones generalmente favorables.”
El crítico de cine y autor del libro "Orson Welles in Italy", Alberto Anile, que pudo ver la película durante su presentación en la 75ª edición del Festival Internacional de Cine de Venecia, la calificó como "uno de los mejores trabajos de Welles". El historiador cinematográfico y actor en la película, Joseph McBride, confesó: "El resultado final excedió incluso mis mayores expectativas".
La película fue incluida en docenas de listas sobre cuales eran las mejores películas de 2018, incluyendo las publicadas en Sight & Sound, Film Comment, The Hollywood Reporter, The Los Angeles Times y Vanity Fair. Recibió premios de la National Board of Review, National Society of Film Critics, Los Angeles Film Critics Association y del San Francisco Film Critics Circle entre otros.

## Documentales
- Graver, Gary, Working With Orson Welles, 1993.
- Sedlar, Dominik and Sedlar, Jakov, Searching for Orson, 2006.
- Suffern, Ryan, A Final Cut For Orson: 40 Years in The Making, 2018.
- Neville, Morgan, They'll Love Me When I'm Dead, 2018.